# Średzka Woda
Średzka Woda (Średzianka, niem. Neumarkter Wasser) – rzeka II rzędu w województwie dolnośląskim, lewostronny dopływ Odry o długości 32,33 km i powierzchni zlewni 326,76 km².

## Przebieg
Średzka Woda wypływa w miejscowości Piersno, w gminie Kostomłoty, na Wysoczyźnie Średzkiej, z wysokości około 158 m n.p.m. Początkowo płynie na północ, a następnie skręca na wschód i od południa opływa wieś Ciechów. Dalej znowu przyjmuje kierunek północny i omija Chwalimierz, następnie przepływa przez Środę Śląską, gdzie przecina drogę krajową nr 94. Poniżej Środy Śląskiej jej koryto rozdziela się na dwa kanały, prawy -  przepływający przez Szczepanów, będący pozostałością właściwego cieku, oraz lewy, omijający Szczepanów od zachodu, będący efektem melioracji, przejmującym aktualnie większą część przepływu Średzkiej Wody. Na północ od Szczepanowa bieg Średzkiej Wody zmienna orientację na zachodni, w tym miejscu rzeka ta opuszcza Wysoczyznę Średzką i zmeliorowanym korytem płynie Doliną Odry przejmując swój największy, prawostronny dopływ Jeziorkę a następnie w Malczycach, na terenie Portu Malczyce wpada do Odry.

## Dopływy
Prawostronnymi dopływami Średzkiej Wody, licząc od źródła do ujścia są:
1. Luciąża,
2. Dojca,
3. Rokitna,
4. Jeziorka.

Dopływami lewostronnymi są:
1. Szadzica,
2. Dłużek,
3. Dopływ spod Ruska.

## Warunki przepływu
Średzka Woda jest ciekiem niekontrolowanym wodowskazem należącym do sieci obserwacyjnej IMGW-PIB, zatem nie istnieją dokładne dane dotyczące charakterystyki przepływów wody w tej rzece. Na podstawie szacunków wg obliczeń ze wzoru Iszkowskiego przepływy charakterystyczne dla ujścia Średzkiej Wody kształtują się następująco:
- NNQ = 0,248 m³/s
- SNQ = 0,496 m³/s
- SQ = 0,868 m³/s
- SSQ = 1,55 m³/s
- WWQ = 50,84 m³/s

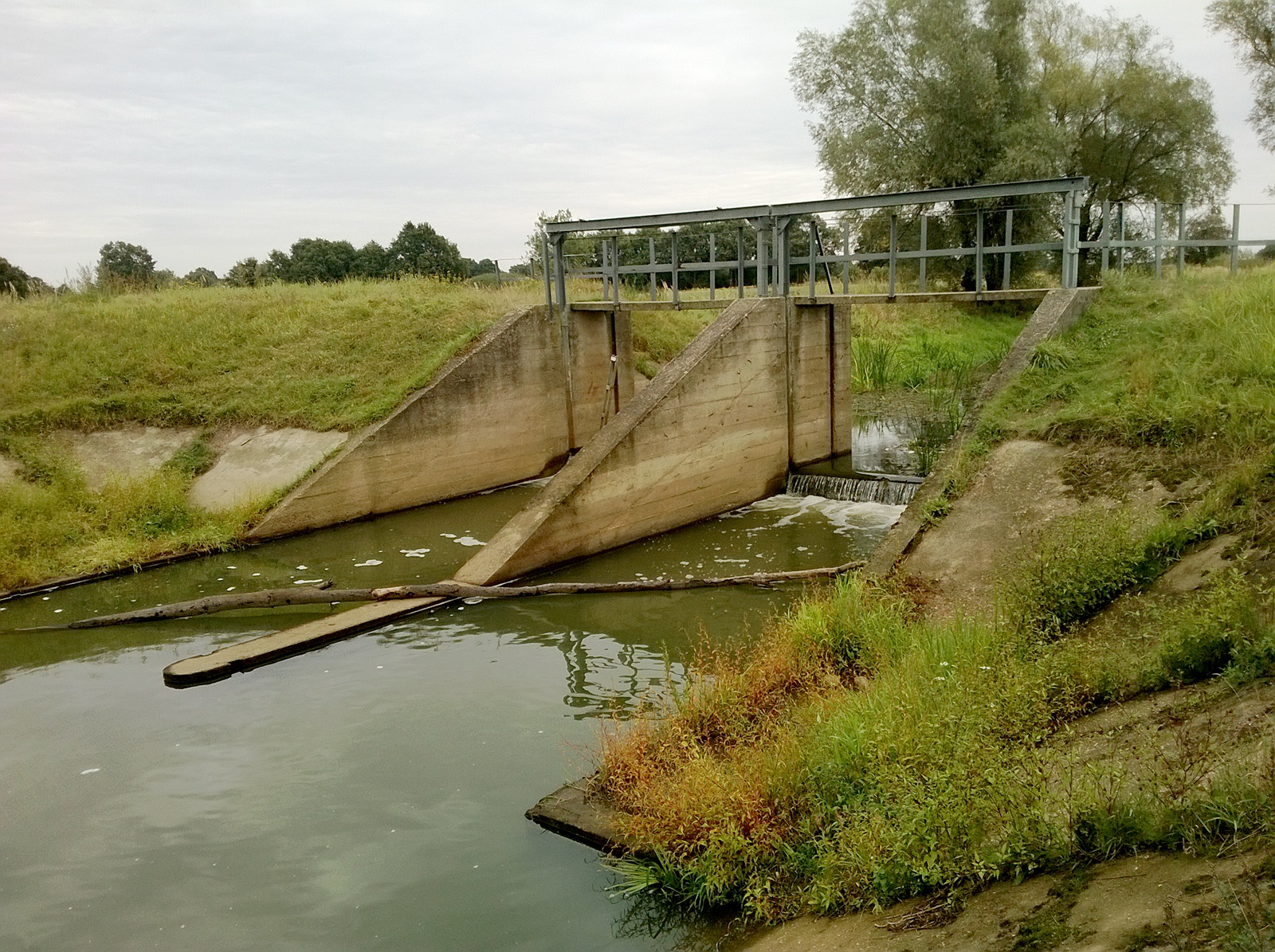
Nieczynny jaz na Średzkiej Wodzie w pobliżu Chomiąży

Wg serwisu Geoportal KZGW na nieczynnym jazie, w ujściowym odcinku Średzkiej Wody (około 3,5 km powyżej ujścia) SSQ wynosi 1,95 m³/s, natomiast SNQ to 0,579 m³/s. W okresie czteromiesięcznej suszy atmosferycznej późnym latem i jesienią 2011 roku. Na Średzkiej Wodzie w Środzie Śląskiej (około 15,5 km powyżej ujścia) odnotowano przepływ równy 0,198 m³/s.
Przepływ wód w zlewni Średzkiej Wody nie jest zaburzany w istotny sposób przez urządzenia hydrotechniczne. Duży jaz zlokalizowany w ujściowym odcinku Średzkiej Wody nie pełni funkcji piętrzącej (stan na 08.2017 r.). Na obszarze zlewni nie występują skupiska stawów hodowlanych, które mogłyby oddziaływać na przepływ. Najistotniejszym zaburzeniem przepływu Średzkiej Wody jest dopływ oczyszczonych ścieków komunalnych z oczyszczalni w Środzie Śląskiej w ilości 2640 m³/d, co przekłada się na dodatkowe 0,03 m³/s wody w cieku poniżej zrzutu. W czasie długotrwałej suszy atmosferycznej oczyszczone ścieki powiększają przepływ Średzkiej Wody na tym odcinku o około 15%.
W ujściowym odcinku Średzkiej Wody, pomiędzy Malczycami a Lipnicą, przy wysokich stanach Odry występuje zjawisko cofki, dlatego od Malczyc aż do Chomiąży, wzdłuż Średzkiej Wody usypano wały przeciwpowodziowe. Warunki przepływu tego cieku modyfikowane są również sezonowo poprzez intensywne zarastanie roślinnością wodną całości przekroju koryta, co znacząco osłabia nurt, dlatego konieczne są częste melioracje koryta Średzkiej Wody.

## Jakość wody

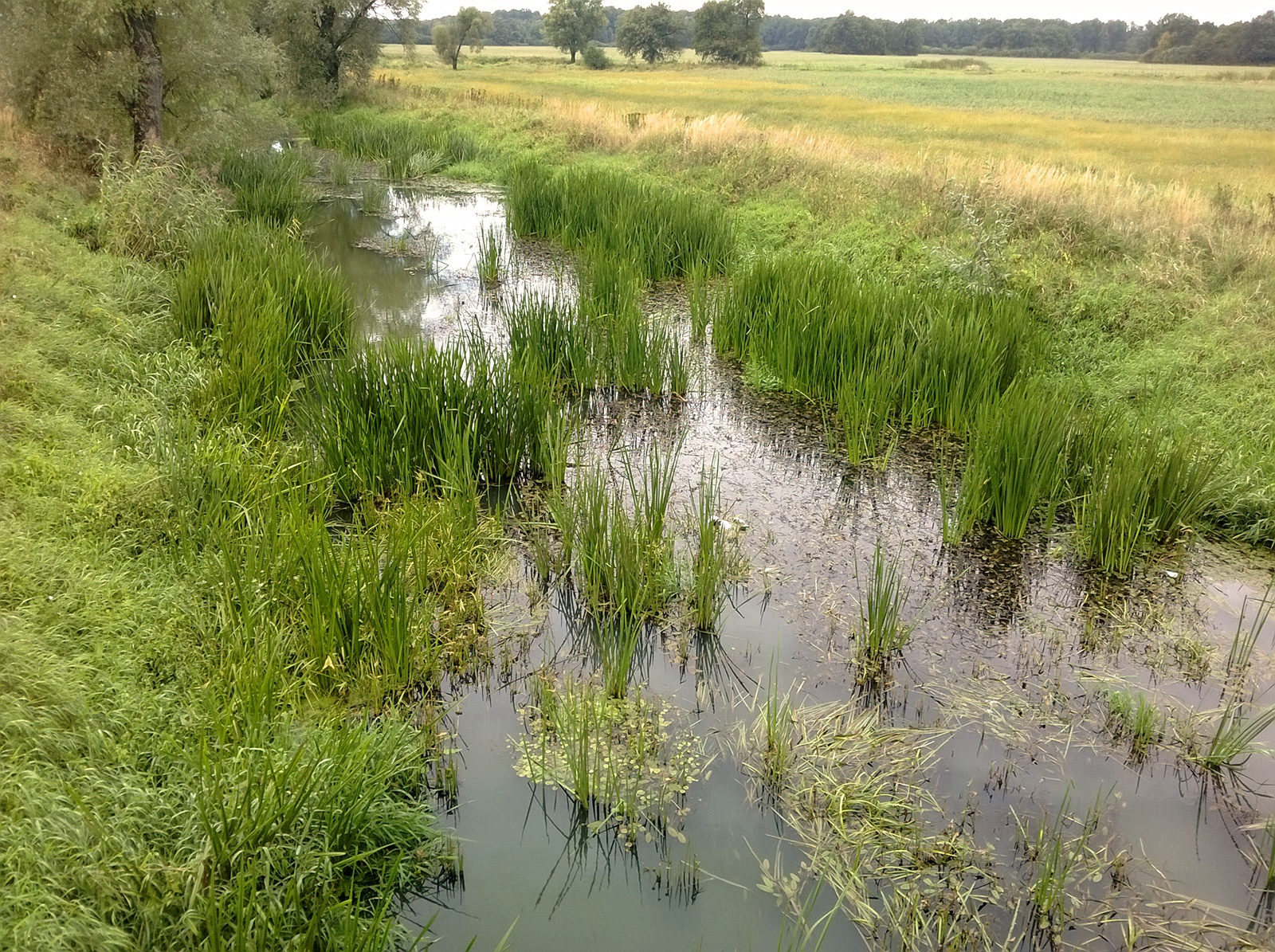
Zeutrofizowane koryto Średzkiej Wody w pobliżu Chomiąży

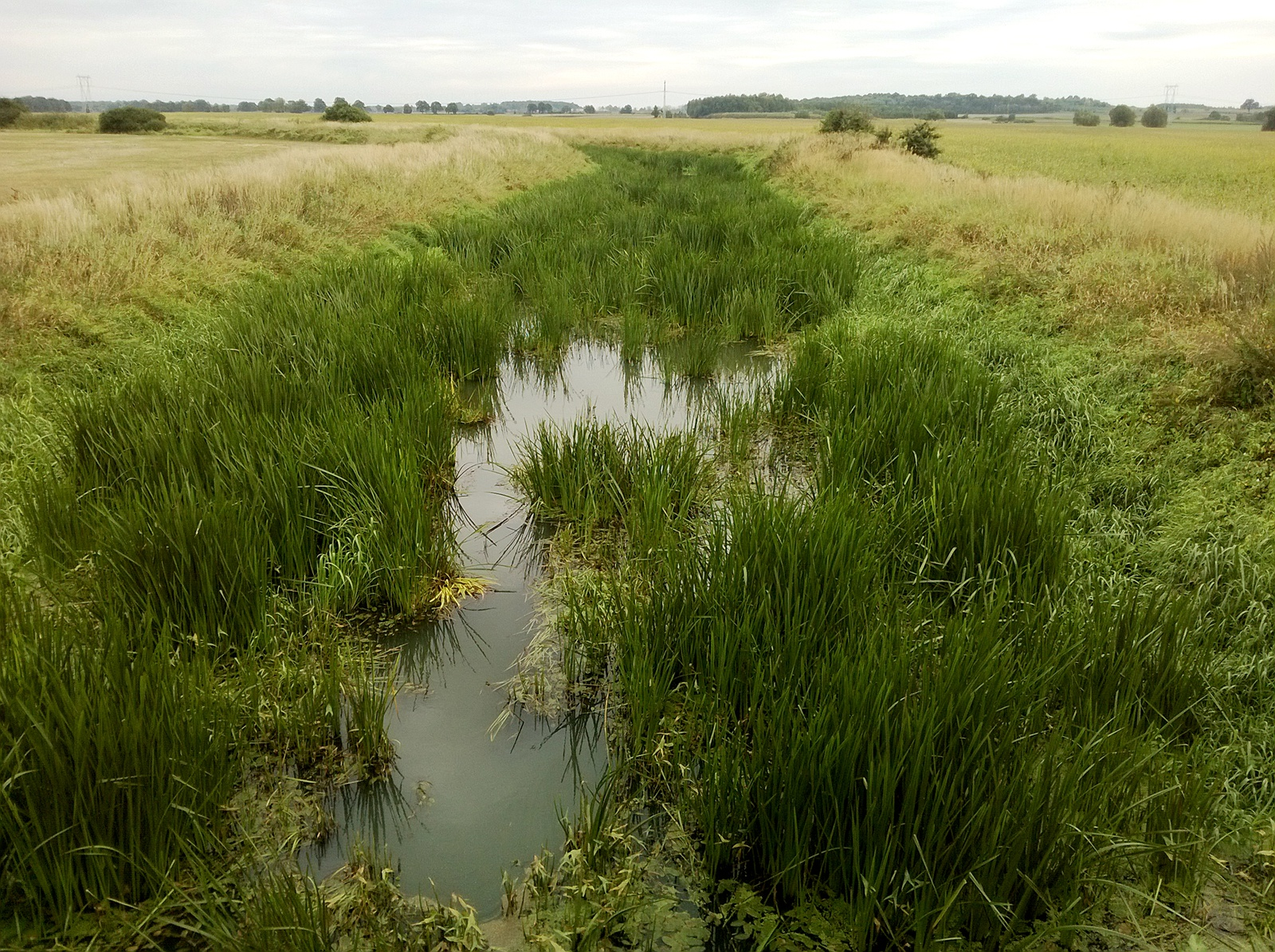
Koryto Średzkiej Wody i wały przeciwpowodziowe w jej odcinku ujściowym

Głównymi źródłami zanieczyszczeń wód powierzchniowych w zlewni Średzkiej Wody są:
- Oczyszczalnia ścieków w Środzie Śląskiej należąca do "Średzka Woda" Sp. z o.o., zrzucająca do Średzkiej Wody oczyszczone ścieki metodą mechaniczno-biologiczną w ilości 2640 m³/d
- Oczyszczalnia typu „Bioblok” spółdzielni mieszkaniowej „Na Skarpie” w Ciechowie, zrzucająca oczyszczone ścieki w ilości 85,1 m³/d
- Oczyszczalnia ścieków w Miękini, zrzucająca oczyszczone metodą mechaniczno-biologiczną ścieki w ilości 84 m³/d
- Osiedle mieszkaniowe dawnego PGR w miejscowości Proszków, odprowadzające 8,6 m³/d oczyszczonych ścieków.

Wg Państwowego Inspektoratu Ochrony Środowiska we Wrocławiu Średzka Woda na ujściu do Odry charakteryzowała się następującymi parametrami i wskaźnikami jakości w poszczególnych latach:
| Rok  | Elementy fizykochemiczne (klasa) | Elementy biologiczne (klasa) | Elementy hydromorfologiczne (klasa) | Stan/potencjał ekologiczny | STAN          |
| ---- | -------------------------------- | ---------------------------- | ----------------------------------- | -------------------------- | ------------- |
| 2004 | III                              | nie badano                   | nie badano                          | nie określono              | nie określono |
| 2005 | IV                               | nie badano                   | nie badano                          | nie określono              | nie określono |
| 2007 | IV                               | nie badano                   | nie badano                          | nie określono              | nie określono |
| 2008 | III                              | nie badano                   | nie badano                          | nie określono              | nie określono |
| 2011 | II                               | III                          | nie badano                          | nie określono              | nie określono |
| 2014 | II                               | IV                           | II                                  | słaby                      | ZŁY           |
| 2015 | II                               | III                          | II                                  | umiarkowany                | ZŁY           |

Zlewnia Średzkiej Wody (Jednolita Część Wód Powierzchniowych nr PLRW 600017137699) zarządzaniem Dyrektora Regionalnego Zarządu Gospodarki Wodnej we Wrocławiu z dnia 01.02.2017 r. znalazła się w granicach nowego Obszaru Szczególnie Narażonego (OSN) na zanieczyszczenia związkami azotu ze źródeł rolniczych, w którym będą podejmowane działania naprawcze mające na celu polepszenie jakości wód powierzchniowych.

## Planowana budowa zbiornika retencyjnego
Na Średzkiej Wodzie i jej dopływie Dojcy w Chwalimierzu, powyżej Środy Śląskiej planowane jest wykonanie zbiornika retencyjnego o pojemności 0,961 mln m³ wody i powierzchni 64,1 ha. Zbiornik byłby istotny ze względu na ochronę przeciwpowodziową Środy Śląskiej, oraz ochronę przed suszą.
Główne parametry techniczne i hydrologiczne zbiornika retencyjnego "Chwalimierz":
- zapora ziemna głównego zbiornika długości 1925 m, o rzędnej korony 124,15 m n.p.m.,
- najwyższy poziom piętrzenia (NPP) na wysokości 120,8 m n.p.m.,
- wyspa o powierzchni 15,5 ha,
- dwa poprzedzające zbiorniki wstępne na Średzkiej Wodzie (1,86 ha) i Dojcy (1,27 ha), najwyższy poziom piętrzenia 121,8 m n.p.m.,
- ciągły zrzut wody ze zbiornika (gwarantowany dla podtrzymania życia w cieku) = 0,094 m³/s,
- normalny zrzut wody 1,0 - 20,6 m³/s,
- zrzut powodziowy do 44,7 m³/s,
- zrzut awaryjny maksymalny = 46,08 m³/s.

Pomimo wpisania planowanej inwestycji do Regionalnego Programu Operacyjnego dla Województwa Dolnośląskiego na lata 2007-2013, oraz uchwalenia miejscowego planu zagospodarowania przestrzennego zbiornika "Chwalimierz" nie wybudowano (stan na czerwiec 2024r.).

## Ciekawostki
- Średzka Woda jest częścią szlaku kajakowego "Nowy Rów-Jeziorka-Średzka Woda"[20]
- Firma "Średzka Woda" Sp. z o.o. zaopatruje w wodę oraz usuwa nieczystości na terenie gminy Środa Śląska[21]